# Esta Noche
„Esta Noche“ е песен на американската рапърка Азалия Банкс от миксираната ѝ лента „Fantasea“.

## Издаване
Песента трябваше да бъде издадена на 25 септември 2012 г. като сингъл, но е отменена, защото Банкс използвала инструментала от песента „Esta Noche“ на продуцента Мунчи, без да има разрешение.

## Музикален видеоклип
На 11 септември 2012 г. Банкс написа, че ще заснеме видеото към песента в Лондон.Понеже песента не е издадена като сингъл, Банкс не издаде видеото.

## Обложка
Банкс издаде обложката на песента на 24 септември 2012 г.